# Combleux
Ne doit pas être confondu avec Combreux.
Combleux est une commune française située dans le département du Loiret en région Centre-Val de Loire.
La commune est située dans le périmètre du Val de Loire inscrit au patrimoine mondial de l'UNESCO. Elle fait partie d'Orléans Métropole.

## Géographie

### Localisation

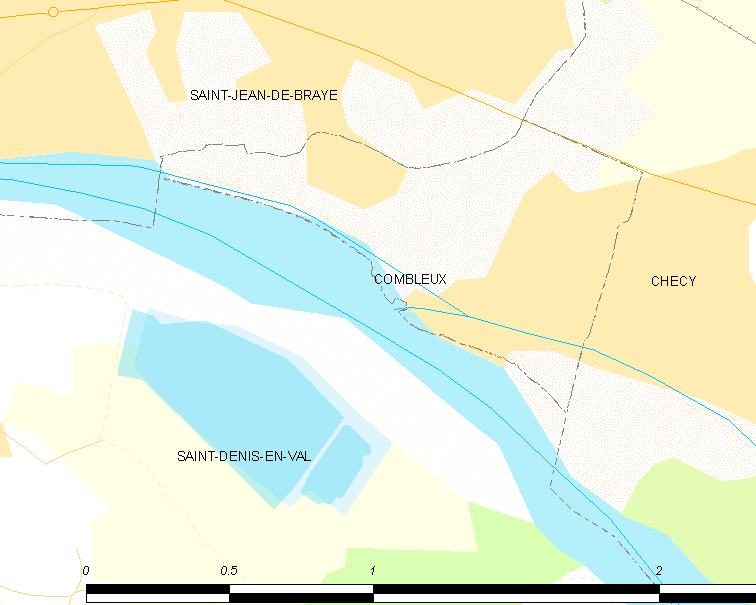
Carte de la commune de Combleux et des communes limitrophes

La commune de Combleux se trouve dans le centre du département du Loiret, dans la région agricole du Val de Loire et l'aire urbaine d'Orléans. À vol d'oiseau, elle se situe à 6,2 km  d'Orléans, préfecture du département, et à 2,7 km de Chécy, ancien chef-lieu du canton dont dépendait la commune avant mars 2015. La commune fait partie du bassin de vie d'Orléans.
Les communes les plus proches, les distances étant mesurées à vol d'oiseau entre chefs-lieux, sont : Saint-Jean-de-Braye (2 km), Chécy (2,7 km), Saint-Denis-en-Val (3,5 km), Boigny-sur-Bionne (3,7 km), Semoy (4,7 km), Saint-Jean-le-Blanc (4,8 km), Mardié (5,2 km), Bou (5,2 km), Orléans (6,2 km) et Fleury-les-Aubrais (6,4 km).

### Géologie et relief

Carte géologique de la commune de Combleux.
Fz : Alluvions récentes des lits mineurs (Holocène)
Fw : Alluvions de haute terrasse de la Loire (Pléistocène (Riss))
m2MCO : Marnes et calcaires de l'Orléanais (Burdigalien)
m1MBI : Marnes de Blamont (Aquitanien)
m1CPi : Calcaires de Pithiviers (Aquitanien)

La région d’Orléans se situe dans le sud du Bassin parisien, vaste cuvette composée d’un empilement de couches sédimentaires d’origines essentiellement détritiques (issus de l’érosion d’anciennes chaînes de montagnes) et carbonatées (précipitation de carbonate de calcium). Ces dépôts s'étagent du Trias (- 250 millions d’années) au Pliocène (- 23 millions d’années) et se font surtout en contexte marin, mais aussi en milieu lacustre. Les successions de périodes glaciaires et interglaciaires au Quaternaire aboutissent à la configuration géomorphologique actuelle : altération plus ou moins profonde des roches en place, terrasses alluviales anciennes perchées sur les plateaux et incision de la vallée actuelle de la Loire,.
Les calcaires de Beauce, qui constituent le socle du territoire communal, se forment à l'Aquitanien (de - 23 à - 20,5 millions d’années). La partie supérieure de cette formation, les calcaires de Pithiviers (m1CPi), les marnes de Blamont (m1MBI) et les marnes et calcaires de l’Orléanais (m2MCO), occupe une grande partie de la commune. Ils sont recouverts sur leur partie est par des alluvions de haute terrasse de la Loire (Fw), datant du Pléistocène. Le reste du territoire communal est recouvert d'alluvions et colluvions récentes (Fz), datant de l'Holocène.
Fragmentés et fissurés, les calcaires peuvent être le siège de phénomènes karstiques. Les circulations préférentielles d’eaux souterraines érodent ces calcaires en profondeur et entraînent la formation de dépressions, gouffre ou dolines. Les manifestations en surface de ces fragilités ne sont pas rares dans la région orléanaise. Une cavité a été inventoriée par le service régional Centre du BRGM sur la commune, en octobre 2003.
Le territoire communal est relativement plat puisque la dénivelée maximale est de 15 mètres. L'altitude du territoire varie en effet de 95 mètres à 110 mètres,.

### Hydrographie

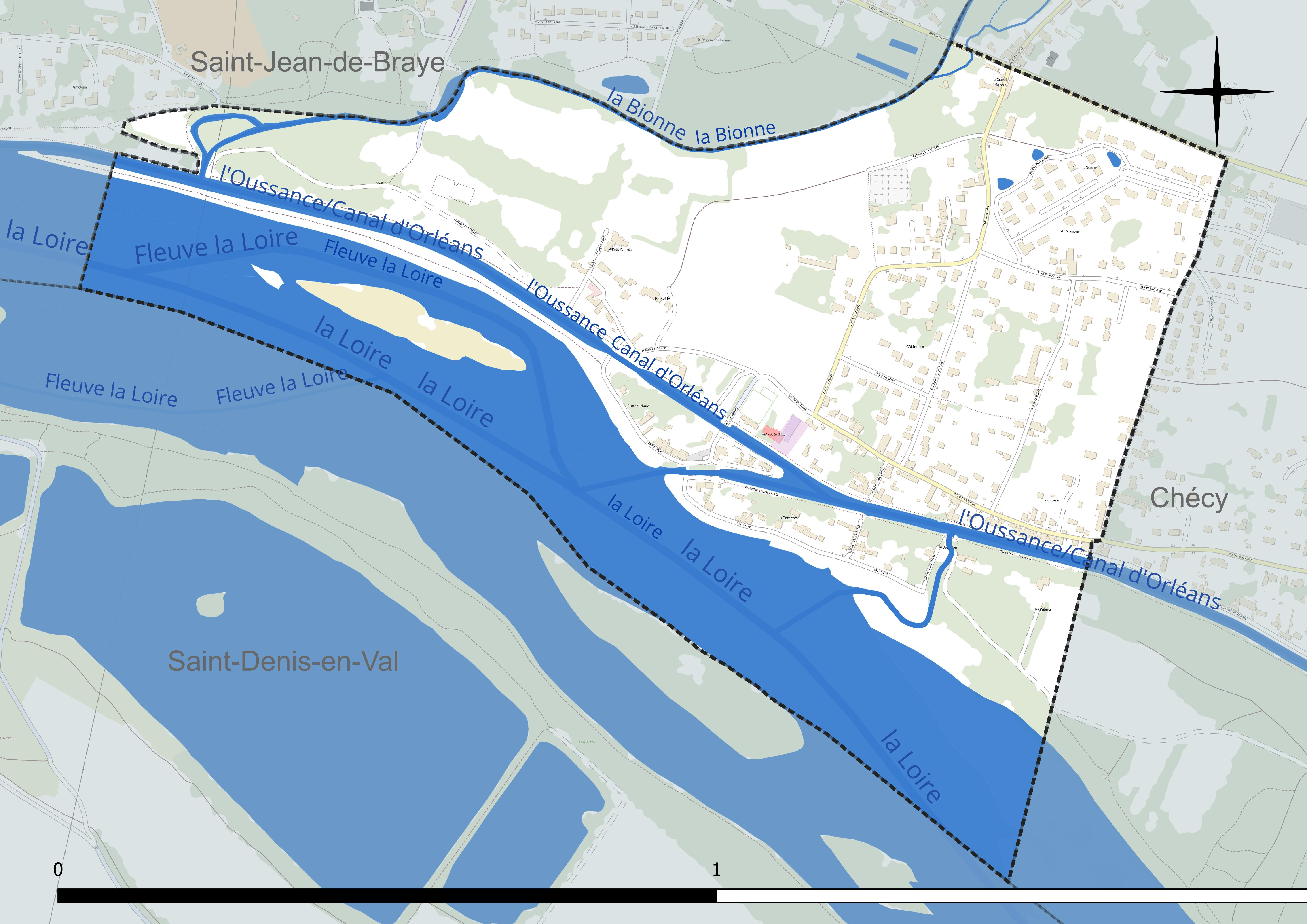
Réseau hydrographique de la commune

La commune est traversée par le Canal d'Orléans (1,624 km) et la Loire (1,093 km). Le réseau hydrographique communal, d'une longueur totale de 6,95 km, comprend deux autres cours d'eau notables, l'Oussance (1,624 km) et la Bionne (1,008 km), et divers petits cours d'eau.
Le canal d'Orléans court sur 78,65 kilomètres entre Orléans, où il débouche dans la Loire, et Châlette-sur-Loing, où il rejoint le canal du Loing et le canal de Briare au niveau du bief de Buges. La commune de Combleux est traversée par le bief de Combleux, d'une longueur de 5 450 m entre l'écluse de Pont-aux-Moines sur la commune de Mardié et l'écluse de la Patache sur la commune de Combleux. Le canal est en plein essor de 1692 à 1793. De 1 500 à 2 000 bateaux remontent chaque année la Loire depuis Nantes pour gagner Paris. En 1777, le port de Combleux est aménagé en vue de faciliter la manutention des marchandises des bateaux de Loire sur ceux du canal. Mais avec la concurrence du rail, le trafic diminue puis disparaît complètement au début du 20e siècle. Le canal est déclassé en 1954 des voies navigables et entre dans le domaine privé de l’État. Des promenades dans un bateau pouvant accueillir une centaine de places sont aujourd'hui proposées entre le port d'attache de Pont-aux-Moines et Combleux en aval.
Le cours de la Loire s’insère dans une large vallée qu’elle a façonnée peu à peu depuis des milliers d’années. Elle traverse le sud du département du Loiret depuis Beaulieu-sur-Loire jusqu'à Beaugency, avec un cours large et lent. La Loire présente des fluctuations saisonnières de débit assez marquées. La station hydrométrique la plus proche de la commune et servant de référence en cas de crue est celle d'Orléans, au droit du pont Royal. Le débit mensuel moyen (calculé sur 55 ans pour cette station) varie de 96,80 m3/s au mois d'août  à 600 m3/s au mois de février. La Loire connaît toutefois en cas d'intempéries exceptionnelles des pics de débits très importants, le maximum ayant été atteint sur cette station le 8 décembre 2003 avec 3 130 m3/s. Le débit maximal de la Loire calculé pour les crues maximales de 1856 ou 1866 est de l'ordre de 7 000 m3/s,. La hauteur maximale a été atteinte le 2 juin 1856 avec 7,10 m.Son débit est régulé par des barrages amont (Naussac en amont sur l’Allier et Villerest). Ces barrages interviennent pour le soutien d’étiage (débit minimum de 60 m3/s en étiage à Gien) et Villerest permet également d’écrêter les crues. La Loire est un cours d’eau domanial classé en deuxième catégorie piscicole. L'espèce biologique dominante est constituée essentiellement de poissons blancs (cyprinidés) et de carnassiers (brochet, sandre et perche). Depuis les années 1990 ce type de rivières est également peuplé de silures
,
L'Oussance, ou Cens, d'une longueur totale de 19,9 km, prend sa source dans la commune de Nibelle et se jette  dans le Canal d'Orléans à Orléans, après avoir traversé 11 communes
La Bionne, d'une longueur totale de 18,9 km, constitue la limite nord-ouest de la commune. Elle prend sa source dans la commune de Loury et se jette  dans le Canal d'Orléans à Saint-Jean-de-Braye, après avoir traversé 7 communes. Sur le plan piscicole, la Bionne est classée en deuxième catégorie piscicole.

### Climat
Pour des articles plus généraux, voir Climat du Centre-Val de Loire et Climat du Loiret.
En 2010, le climat de la commune est de type climat océanique dégradé des plaines du Centre et du Nord, selon une étude du CNRS s'appuyant sur une série de données couvrant la période 1971-2000. En 2020, Météo-France publie une typologie des climats de la France métropolitaine dans laquelle la commune est exposée à un climat océanique altéré et est dans la région climatique Moyenne vallée de la Loire, caractérisée par une bonne insolation (1 850 h/an) et un été peu pluvieux.
Pour la période 1971-2000, la température annuelle moyenne est de 11 °C, avec une amplitude thermique annuelle de 15,5 °C. Le cumul annuel moyen de précipitations est de 682 mm, avec 11,3 jours de précipitations en janvier et 7,2 jours en juillet. Pour la période 1991-2020, la température moyenne annuelle observée sur la station météorologique de Météo-France la plus proche, sur la commune de Fleury-les-Aubrais à 6 km à vol d'oiseau, est de 11,7 °C et le cumul annuel moyen de précipitations est de 728,8 mm,. Pour l'avenir, les paramètres climatiques de la commune estimés pour 2050 selon différents scénarios d'émission de gaz à effet de serre sont consultables sur un site dédié publié par Météo-France en novembre 2022.

### Sites et paysages

#### Patrimoine mondial de l'Unesco
Le 30 novembre 2000, le Val de Loire, dans son cours moyen de Sully-sur-Loire (Loiret) à Chalonnes-sur-Loire (Maine-et-Loire), est inscrit sur la Liste du patrimoine mondial de l'organisation des Nations unies pour l'éducation, la science et la culture (UNESCO) comme « paysage culturel ». Cette inscription reconnaît au site une « valeur universelle exceptionnelle » fondée sur la densité de son patrimoine monumental, architectural et urbain, l'intérêt du paysage fluvial et la qualité exceptionnelle d’expressions paysagères héritées de la Renaissance et du Siècle des Lumières. Toute altération de la V.U.E. est considérée comme une perte pour la mémoire de l’Humanité. Le préfet de la région Centre, préfet coordonnateur, approuve le plan de gestion pour le Val de Loire patrimoine mondial par arrêté en date du 15 novembre 2012. Trente-cinq communes du Loiret sont concernées, dont Combleux qui a une frange de son territoire inscrite et le reste en zone tampon.

#### Site classé
Le site dénommé « site de Combleux » » est classé au titre de la loi du 2 mai 1930 depuis un arrêté du 14 octobre 1988. D'une superficie totale de 285 hectares, il concerne les communes de Combleux, Saint-Jean-de-Braye, Chécy, Saint-Denis-en-Val, Saint-Jean-le-Blanc et Orléans. Il est considéré comme le plus riche sur le plan  paysager de l'agglomération orléanaise, au cœur de la coulée verte qui traverse d'est en ouest l'aire du schéma directeur d'aménagement et d'urbanisme d'Orléans.

### Milieux naturels et biodiversité
La Loire à Combleux a un caractère naturel tout à fait remarquable, avec d'importants bancs de sable qui permettent aux oiseaux de nicher ; des boisements ligériens assez sauvages occupent également les berges et contribuent à la diversité écologique. La Loire est protégée ou inscrite dans différents classements et règlementations à Combleux.

#### Sites Natura 2000
Le réseau Natura 2000 est un réseau écologique européen de sites naturels d’intérêt écologique élaboré à partir des Directives «Habitats » et «Oiseaux ». Ce réseau est constitué de Zones Spéciales de Conservation (ZSC) et de Zones de Protection Spéciale (ZPS). Dans les zones de ce réseau, les États Membres s'engagent à maintenir dans un état de conservation favorable les types d'habitats et d'espèces concernés, par le biais de mesures réglementaires, administratives ou contractuelles. L'objectif est de promouvoir une gestion adaptée des habitats tout en tenant compte des exigences économiques, sociales et culturelles, ainsi que des particularités régionales et locales de chaque État Membre. les activités humaines ne sont pas interdites, dès lors que celles-ci ne remettent pas en cause significativement l’état de conservation favorable des habitats et des espèces concernés,.
Les sites Natura 2000 présents sur le territoire communal de Combleux  sont au nombre de deux.
| Nom                                                 | Numéro    | Type                       | Arrêté        | Superficie | Description |
| --------------------------------------------------- | --------- | -------------------------- | ------------- | ---------- | --- |
| Vallée de la Loire de Tavers à Belleville-sur-Loire | FR2400528 | SIC (Directive "Habitats") | 13 avril 2007 | 7 120 ha   | Le site concerne 51 communes. La délimitation de ce site Natura 2000 est très proche de celle correspondant à la Directive Oiseaux. L'intérêt majeur du site repose sur les milieux ligériens liés à la dynamique du fleuve, qui hébergent de nombreuses espèces citées en annexe II de la directive Habitats. Il est situé dans les parties est et sud de la commune. |
| Vallée de la Loire du Loiret                        | FR2410017 | ZPS (Directive "Oiseaux")  | 4 mai 2007    | 7 684 ha   | Le site concerne la vallée de la Loire dans le Loiret. Cette ZPS se poursuit en amont et en aval sur les départements voisins. L'intérêt majeur du site repose sur les milieux et les espèces ligériens liés à la dynamique du fleuve. Ces milieux hébergent de nombreuses espèces citées en annexe I de la directive Oiseaux. Le site est caractérisé par la présence de colonies nicheuses de sternes naine et pierregarin et de mouette mélanocéphale. Des sites de pêche du Balbuzard pêcheur sont également présents. Le site est également lieu de reproduction du bihoreau gris, de l'aigrette garzette, de la bondrée apivore, du milan noir, de l'œdicnème criard, du martin-pêcheur, du pic noir, de la pie-grièche écorcheur. Il est situé dans les parties est et sud de la commune. |

Sélection de représentants de l'avifaune de la zone Natura 2000 « Vallée de la Loire du Loiret ».
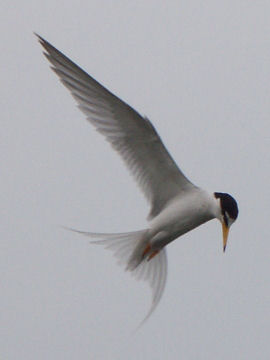
Sterne naine
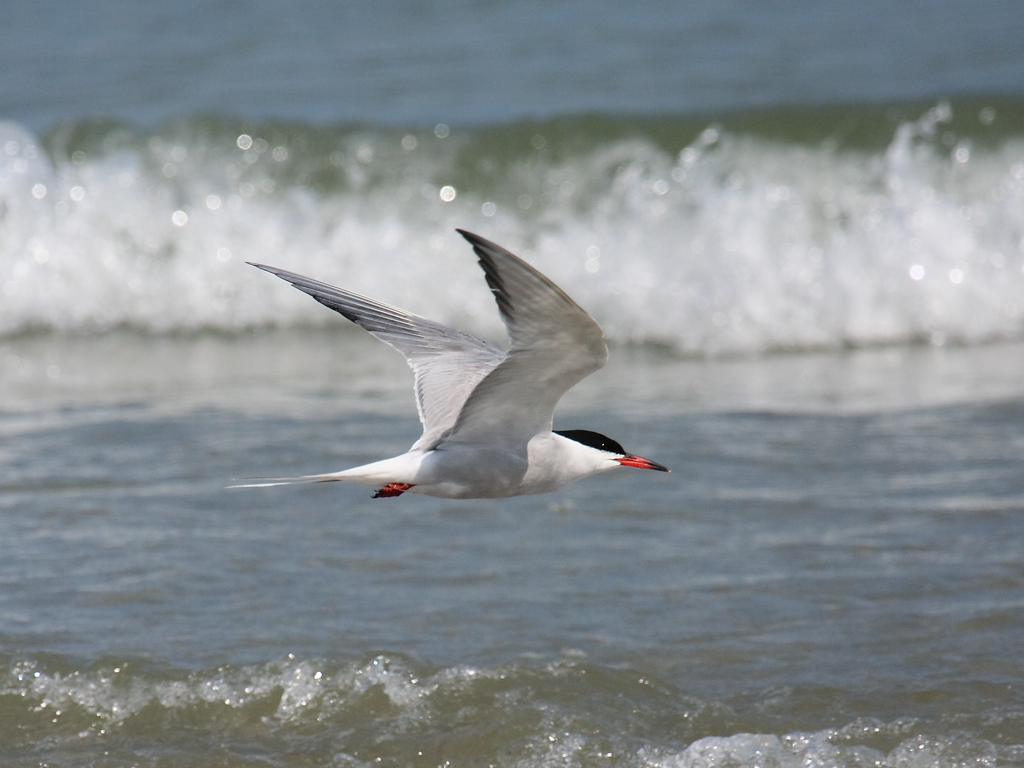
Sterne pierregarin
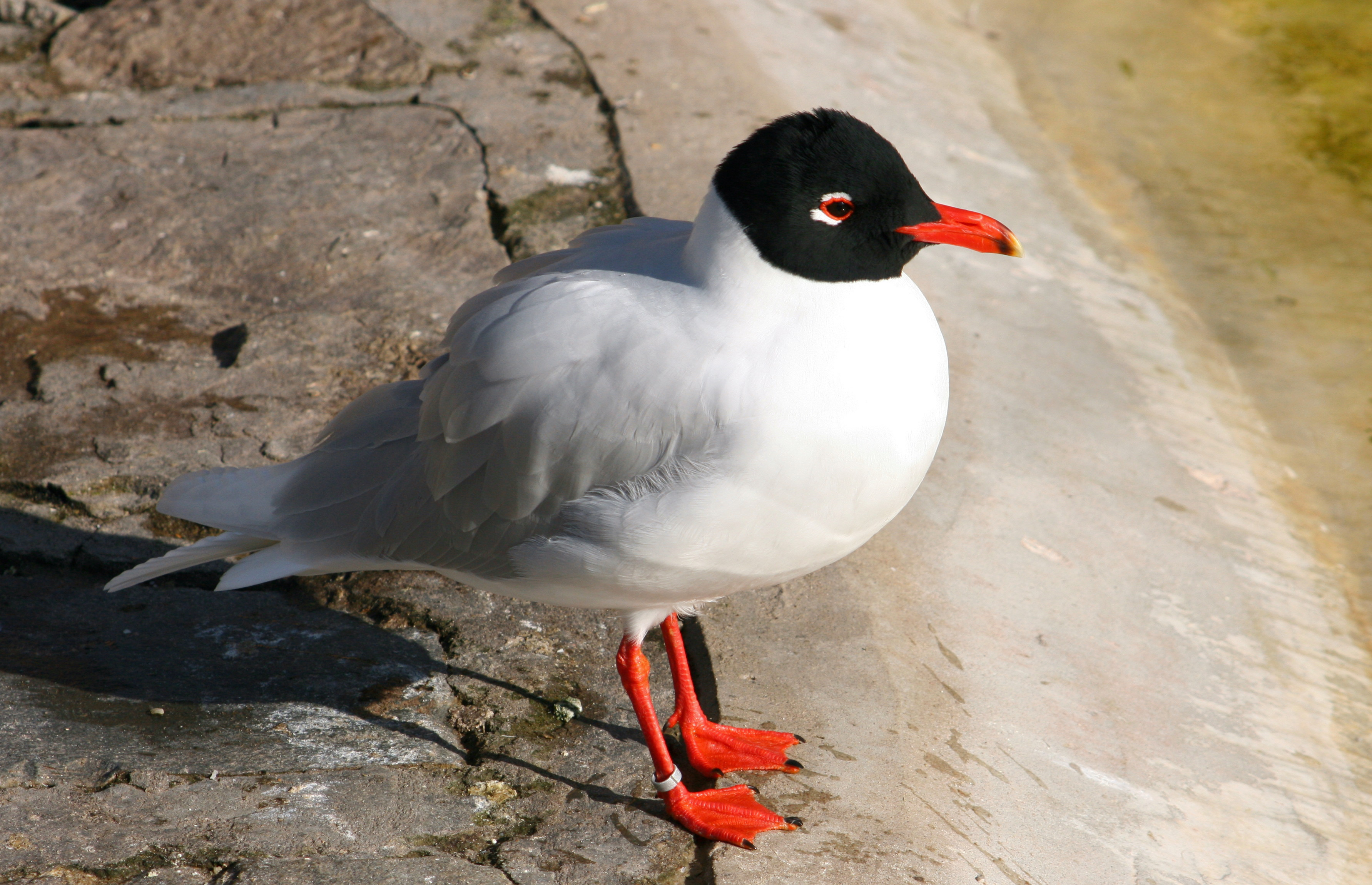
Mouette mélanocéphale
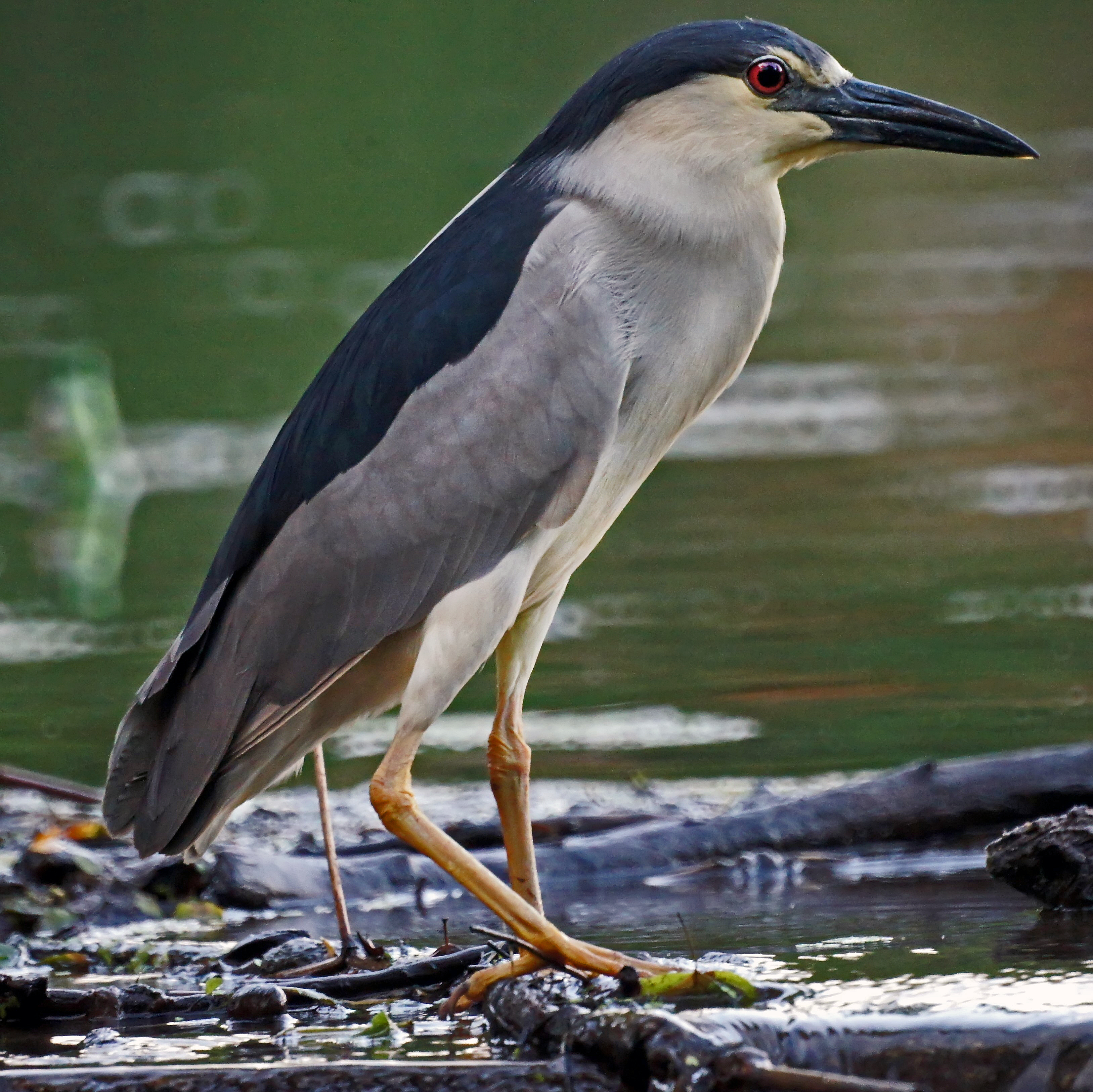
Bihoreau gris
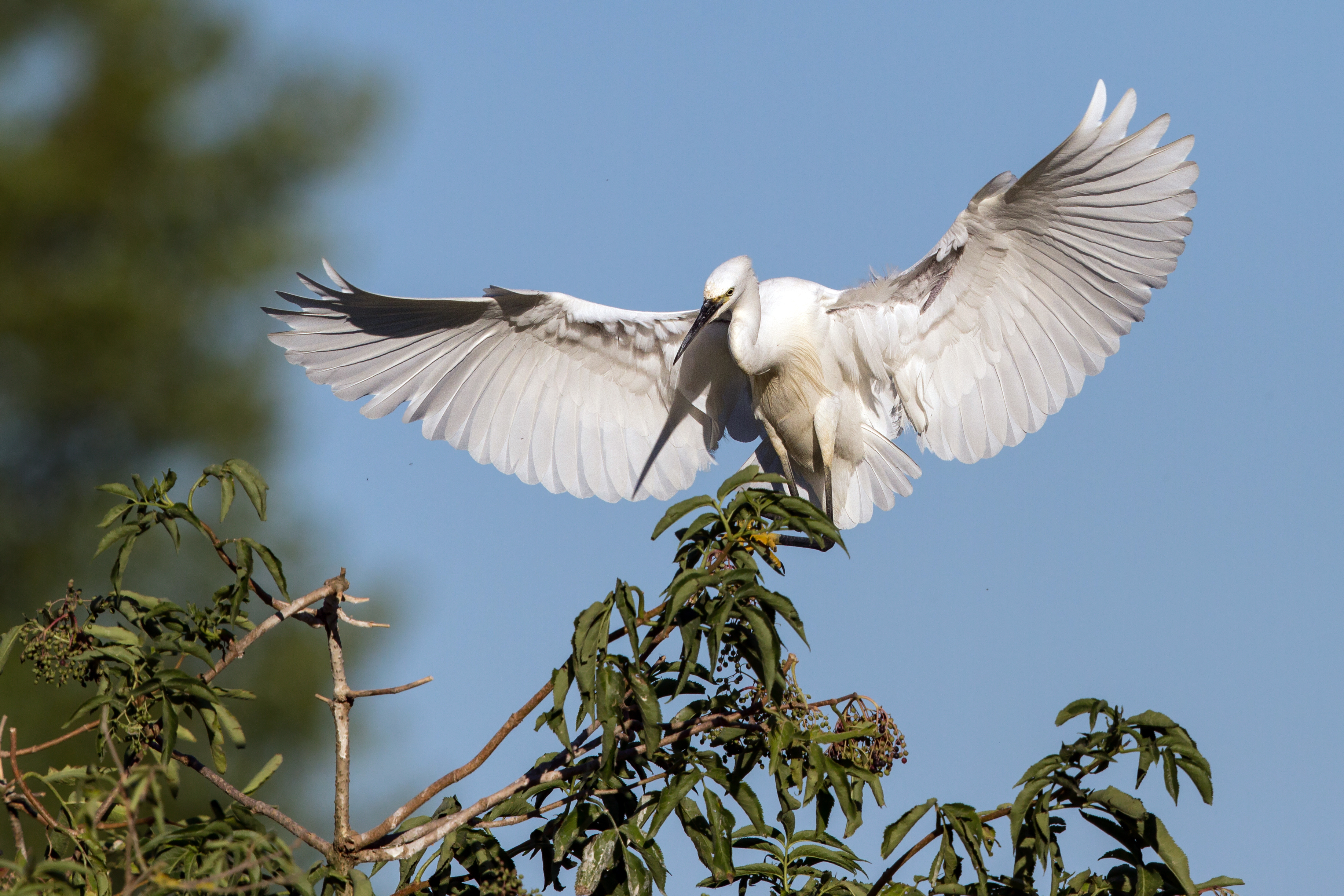
Aigrette garzette
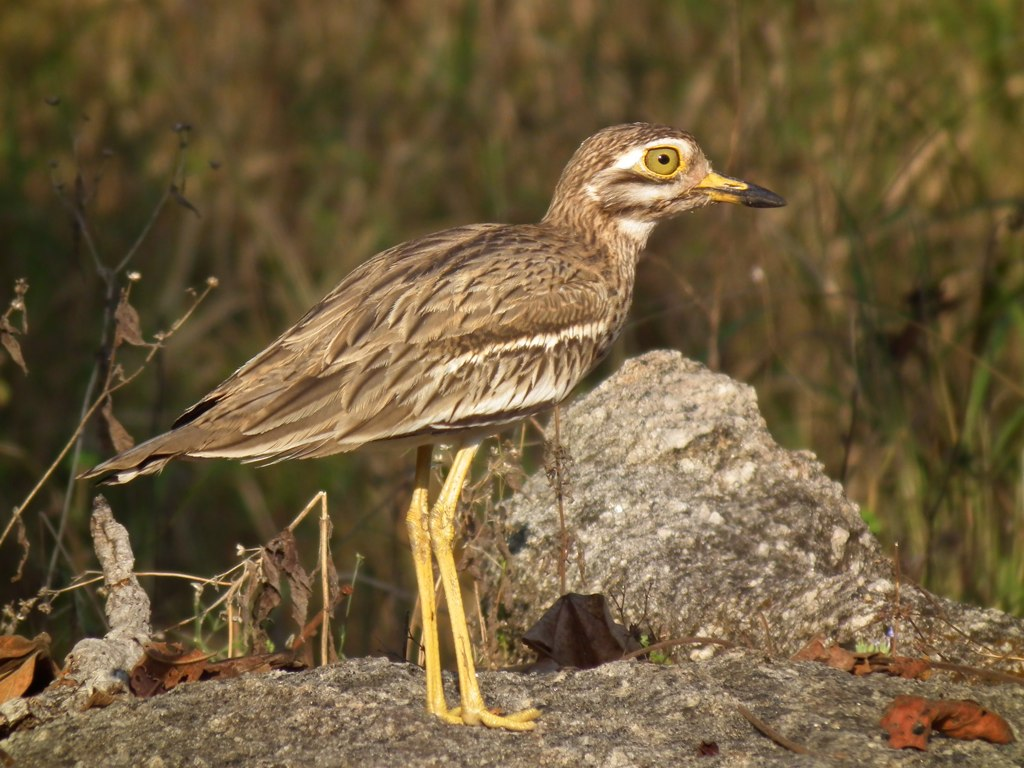
Œdicnème criard

#### Zones nationales d'intérêt écologique, faunistique et floristique
L’inventaire des zones naturelles d'intérêt écologique, faunistique et floristique (ZNIEFF) a pour objectif de réaliser une couverture des zones les plus intéressantes sur le plan écologique, essentiellement dans la perspective d’améliorer la connaissance du patrimoine naturel national et de fournir aux différents décideurs un outil d’aide à la prise en compte de l’environnement dans l’aménagement du territoire. Le territoire communal de Combleux comprend deux ZNIEFF.
| Désignation                   | Type   | Superficie     | Description |
| ----------------------------- | ------ | -------------- | --- |
| « Ile et grèves de Combleux » | type 1 | 127 hectares   | La zone s'étend sur 5 communes (Chécy, Combleux, Saint-Denis-en-Val, Saint-Jean-de-Braye et Saint-Jean-le-Blanc) et se situe dans le lit mineur de la Loire à l'amont de l'agglomération d'Orléans, donc en milieu périurbain. Son altitude est de 100 m. La pulicaire commune (Pulicaria vulgaris) est présente de manière constante en plusieurs stations, dont le nombre de pieds est important. Le castor (Castor fiber) est installé de manière pérenne et s'y reproduit chaque année. Il s'agit d'un site important pour cette espèce dans le département du Loiret. Concernant l'avifaune, cet espace assure une fonction de halte migratoire du fait de sa situation dans la partie la plus septentrionale du fleuve et de la présence de surfaces notables de grèves. |
| « La loire orléanaise »       | type 2 | 5 458 hectares | La zone s'étend sur 37 communes, dont Dampierre-en-Burly, et se superpose pour la commune à la zone Natura 2000 de nom similaire. Elle correspond à la boucle septentrionale du fleuve. Son altitude varie entre 80 et 135 m. Elle se caractérise par un lit mineur largement occupé par des îles et grèves sableuses. Ces milieux soumis au marnage annuel recèlent de multiples habitats plus ou moins temporaires. C'est pratiquement la seule section qui présente des méandres. On observe, sur les basses terrasses, quelques formations sablo-calcaires. |

#### Label Ville fleurie
La cité possède le label Ville fleurie avec deux fleurs attribuées par le Conseil national des villes et villages fleuris de France au Concours des villes et villages fleuris.

## Toponymie
Il existe deux hypothèses sur l’origine de Combleux. La première fait dériver le nom de la racine latine cumulus (un amas, monticule, sommet ou tertre), ce qui indique que le hameau primitif aurait été édifié sur une hauteur. Combleux serait ainsi un ancien cumulosum (le lieu de la butte). Emplacement logique pour la construction d'un village : la position dominante permettait de repérer l'approche d’un éventuel ennemi de loin et facilitait la défense des lieux contre l’agresseur.
La seconde hypothèse voit dans Combleux un antique combor(o)-ialo, c’est-à-dire un « champ près du confluent ». Les toponymes en –ialo sont généralement la marque de villages de défricheurs, des serfs ou des ouvriers que l’on envoyait mettre en valeur de nouvelles terres et fonder de petites colonies lors des périodes de surpeuplement. Ialo signifiat proprement en Gaulois « clairière défrichée dans une forêt ». Comme ces défrichements étaient généralement destinés à créer de nouvelles terres cultivables, le mot devint rapidement « champ », puis par extension de sens, on nomma souvent ialo ces villages de défricheurs devenus cultivateurs
Une autre théorie, plus amusante, faisait de Combleux la « combe du leu », c’est-à-dire la vallée du loup, leu étant le nom moyenâgeux du loup, qui est resté dans l’expression « à la queue leu leu ». Cette théorie s’appuyait sur des textes du Moyen Âge qui mentionnent à plusieurs reprises  des attaques de loups venus de la forêt d’Orléans, dirigées contre les habitants du lieu.
La dénomination est attestée dans différents écrits : de Comblosio en 1181-1182, La paroisse de Combleux en septembre 1377, Combleux le 30 juin 1378, Combleux en 1740,, ou au XVIIIe siècle sur la Carte de Cassini ou en 1801, dans l'arrêté du 5 vendémiaire an IX portant réduction des justices de paix du département du Loiret.

## Histoire

### Révolution française et Empire

#### Nouvelle organisation territoriale
Le décret de l'Assemblée Nationale du 12 novembre 1789 décrète « il y aura une municipalité dans chaque ville, bourg, paroisse ou communauté de campagne ». En 1790, dans le cadre de la création des départements, le Loiret compte alors 367 municipalités, rattachées à 59 cantons et 7 districts. La municipalité de Combleux est rattachée au canton de Saint Jean de Braye et au district d'Orléans. Le terme « commune », au sens de l’administration territoriale actuelle, est imposé par le décret de la Convention nationale du 10 brumaire an II (31 octobre 1793) : « La Convention nationale, sur la proposition d’un membre, décrète que toutes les dénominations de ville, bourg ou village sont supprimées et que celle de commune leur est substituée ». Ainsi la municipalité de Combleux devient formellement « commune de Combleux » en 1793.
Les cantons sont supprimés, en tant que découpage administratif, par une loi du 26 juin 1793, et ne conservent qu'un rôle électoral, permettant l’élection des électeurs du second degré chargés de désigner les députés,. La Constitution du 5 fructidor an III, appliquée à partir de vendémiaire an IV (1795) supprime les districts, considérés comme des rouages administratifs liés à la Terreur, mais maintient les cantons qui acquièrent dès lors plus d'importance en retrouvant une fonction administrative. Enfin, sous le Consulat, un redécoupage territorial visant à réduire le nombre de justices de paix ramène le nombre de cantons dans le Loiret de 58 à 31,. Combleux est alors rattachée au canton Chécy et à l'Arrondissement d'Orléans par arrêté du 9 vendémiaire an X (1er octobre 1801),,. En 1806, la commune est rattachée au canton d'Orléans-Nord-Est, un canton nouveau formé d'une commune de l'ancien canton d'Ingré, supprimé, de sept communes issues du canton de Neuville et de trois issues du canton de Patay. Cette organisation va rester inchangée jusqu'en 1973 où la commune est rattachée au canton de Saint-Jean-de-Braye, puis 1982 où elle rejoint le canton de Chécy.

### Époque contemporaine
De 1966 à 2005, l'entreprise IBM est présente sur un site sur les communes de Combleux et Saint-Jean-de-Braye. En 2016, la commune de Combleux rachète le site, détruit la plupart des anciens bâtiments d'IBM, et réfléchit à un plan d'aménagement passant par la construction de nouveaux logements.

## Urbanisme

### Typologie
Au 1er janvier 2024, Combleux est catégorisée ceinture urbaine, selon la nouvelle grille communale de densité à sept niveaux définie par l'Insee en 2022.
Elle appartient à l'unité urbaine d'Orléans, une agglomération intra-départementale regroupant 19  communes, dont elle est une commune de la banlieue,,. Par ailleurs la commune fait partie de l'aire d'attraction d'Orléans, dont elle est une commune de la couronne,. Cette aire, qui regroupe 136 communes, est catégorisée dans les aires de 200 000 à moins de 700 000 habitants,.

### Occupation des sols
L'occupation des sols de la commune, telle qu'elle ressort de la base de données européenne d’occupation biophysique des sols Corine Land Cover (CLC), est marquée par l'importance des territoires artificialisés (49,5 % en 2018), en augmentation par rapport à 1990 (35,7 %). La répartition détaillée en 2018 est la suivante : 
zones urbanisées (49,5 %), eaux continentales (25,4 %), zones agricoles hétérogènes (25 %).
L'évolution de l’occupation des sols de la commune et de ses infrastructures peut être observée sur les différentes représentations cartographiques du territoire : la carte de Cassini (XVIIIe siècle), la carte d'état-major (1820-1866) et les cartes ou photos aériennes de l'IGN pour la période actuelle (1950 à aujourd'hui).

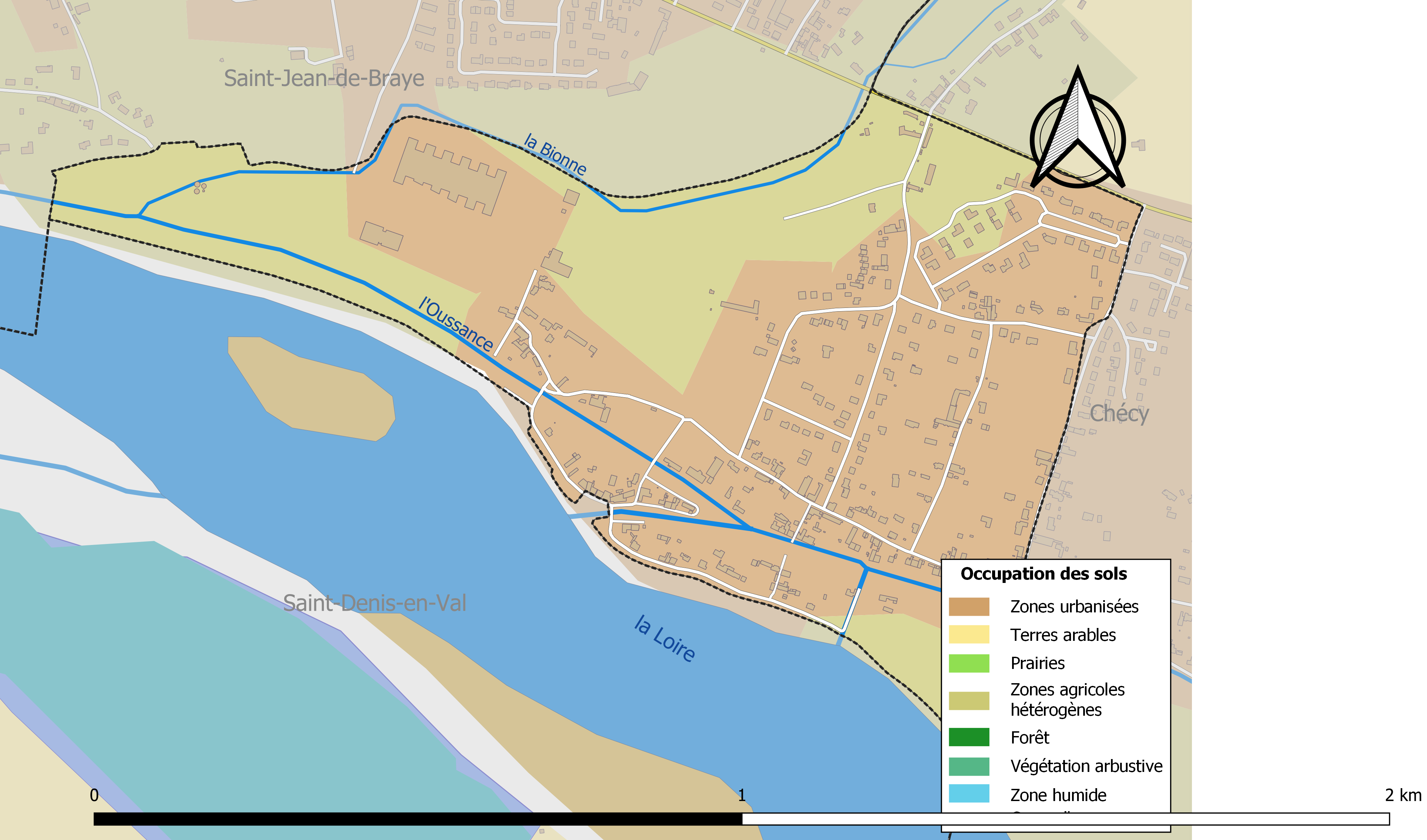
Carte des infrastructures et de l'occupation des sols de la commune en 2018 (CLC).
Carte orthophotographique de la commune en 2016.

### Voies de communication et transports

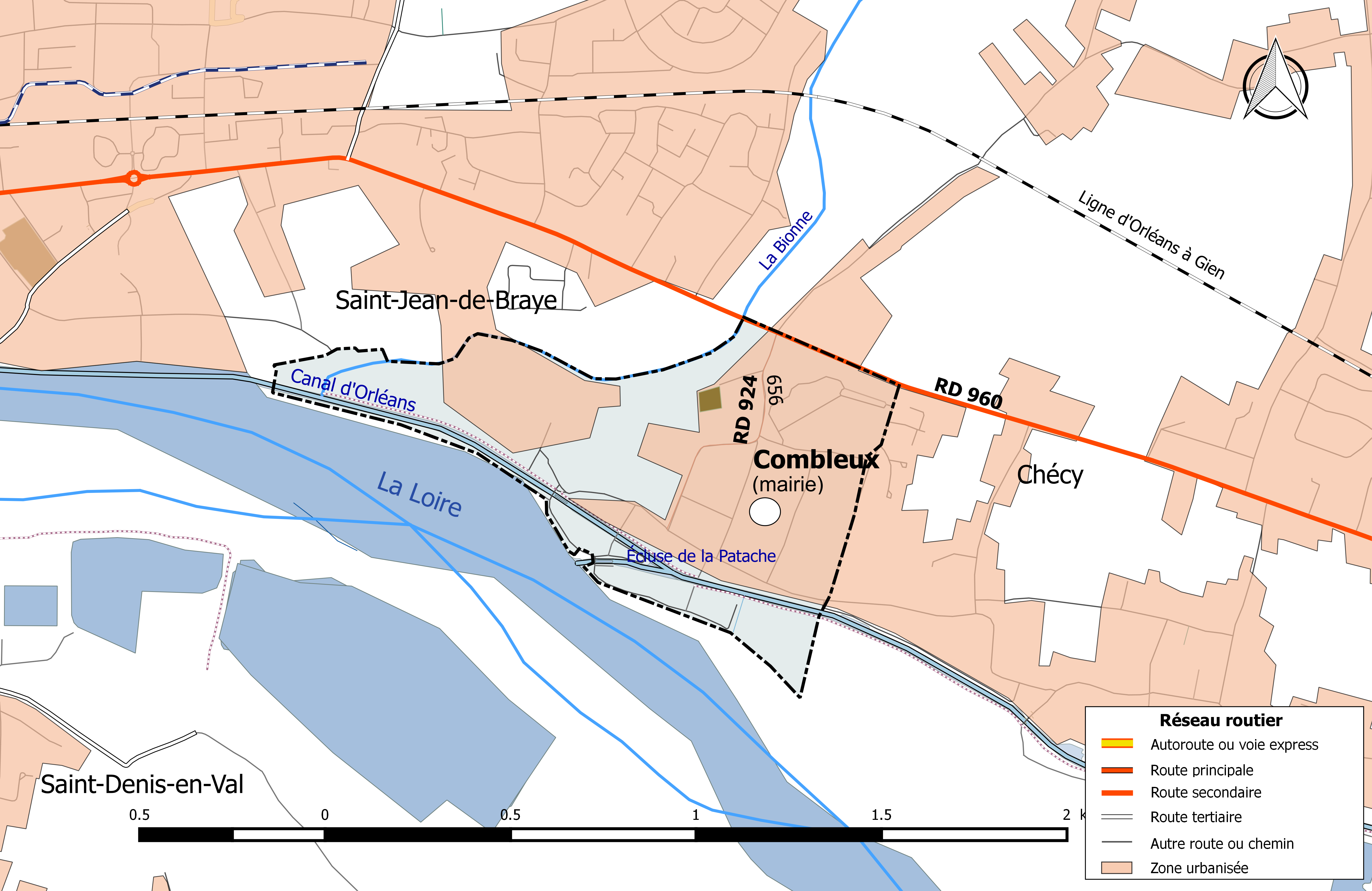
Réseau routier principal de la commune de Combleux (avec indication du trafic routier 2014).

#### Infrastructures routières
Combleux est traversée par une route départementale : la RD 924.

#### Transports en commun
- la ligne 8 dessert la ville pour récupérer les élèves du lycée Jacques Monod à Saint-Jean-De-Braye .
- le transport à la demande (resa’est)

### Risques naturels et technologiques majeurs
La commune de Combleux est vulnérable à différents aléas naturels : inondations (par débordement de la Loire ou de ruisseaux), climatiques (hiver exceptionnel ou canicule), mouvements de terrains ou sismique. Elle est également exposée à un risque technologique : le transport de matières dangereuses.
Entre 1999 et 2016, deux arrêtés ministériels ayant porté reconnaissance de catastrophe naturelle ont été pris pour le territoire de la commune de Combleux pour des inondations et coulées de boue.

#### Risque d'inondation

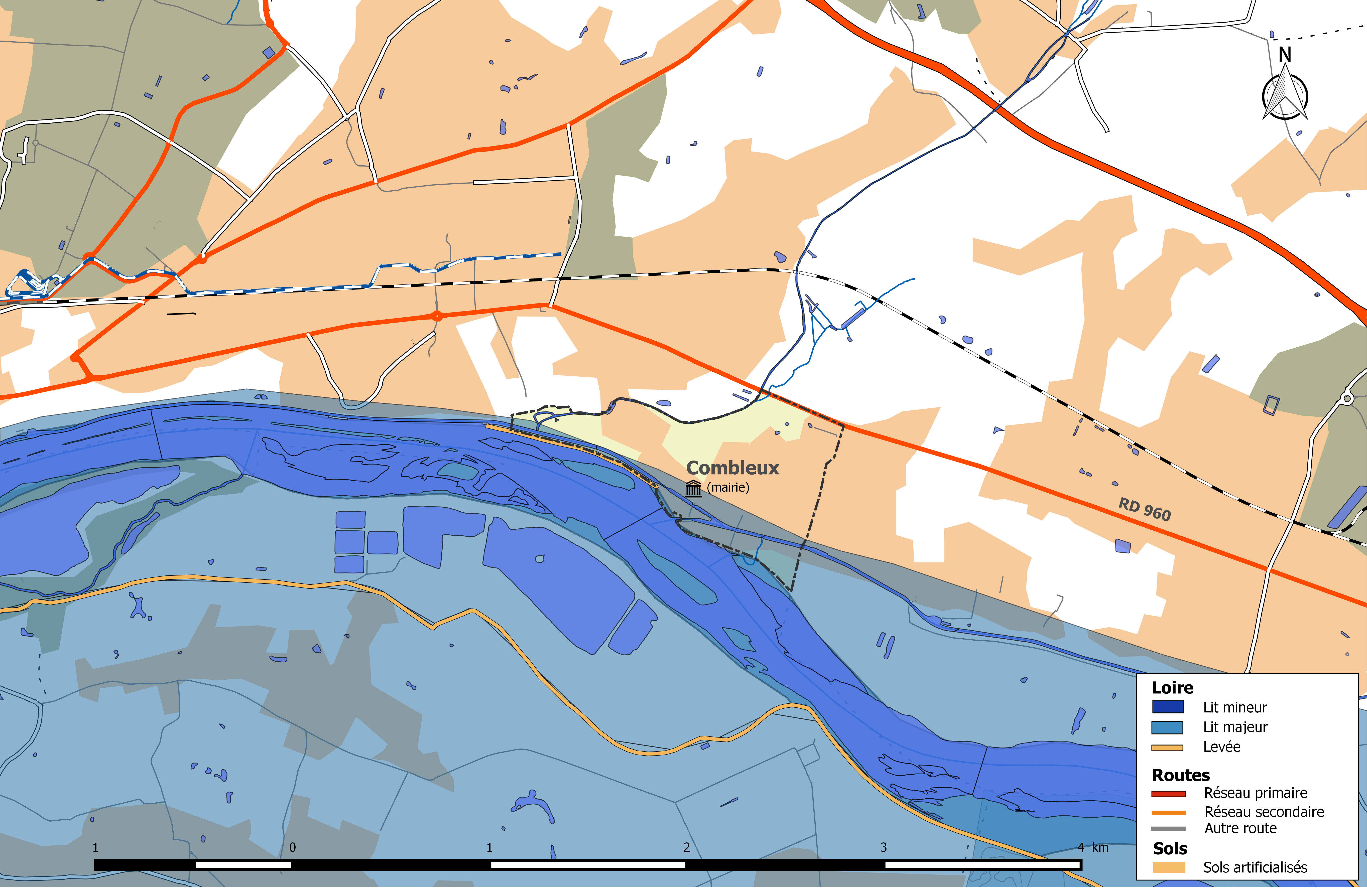
Zone inondable de la commune de Combleux.

La Loire est à l'origine des dégâts les plus importants sur la commune en cas de crue majeure. Les crues historiques sont celles de 1846, 1856, 1866 et 1907. Aucune crue n'a atteint depuis 1907 les hauteurs atteintes lors de ces événements catastrophiques.
La zone inondable de la commune fait partie du val d'Orléans qui s’étend sur 33 km de longueur, du hameau de Bouteille à l’amont au confluent du Loiret à l’aval. Ce val est protégé par une levée en terre, la levée d'Orléans, de 45 km de longueur, interrompue à 3,5 km environ en amont du confluent du Loiret. Il est inondé par le remous de la Loire dans la confluence du Loiret dès les premières crues simulées. Cette levée a été renforcée sur toute sa longueur. Le niveau de protection historique est celui visé par la construction du déversoir de Jargeau, aménagé à la fin du XIXe siècle à l'emplacement des brèches qui s'étaient produites en 1846, 1856 et 1866 et conçu initialement pour fonctionner au-delà de la cote de Loire à l'échelle d'Orléans proche de 6 m (crue de 1825, n'ayant pas occasionné de brèches). Les lignes d’eau en crue ont toutefois beaucoup changé depuis du fait de l’évolution morphologique du lit de la Loire, conséquence des ouvrages de navigation qui ont été réalisés au XIXe siècle  et de l’extraction massive de matériaux en deuxième partie du XXe siècle. Le déversoir ne remplit donc plus sa fonction de protéger la levée d’Orléans des surverses et il ne permet plus de définir l’objectif de protection du système d’endiguement.
L'analyse menée dans le cadre de l'étude de danger des digues, montre qu'aujourd'hui, le niveau de protection apparent de la levée est associé à une crue de période de retour d'environ 200 ans, soit une hauteur d'eau à l'échelle d'Orléans estimée à 5,75 m. Les zones de surverses probables mises en évidence se situent de l'amont vers l'aval, à Guilly, Tigy et Saint-Denis-en-Val (lieu-dit de Château Lumina). Par ailleurs, ces études montrent aussi que des défaillances avant dépassement des ouvrages sont probables, en particulier à Guilly, Tigy et Saint-Pryvé-Saint-Mesmin. Pour le secteur de Guilly, la probabilité de rupture n'est plus négligeable dès la crue de période de retour de 70 ans, soit une cote d'environ 4,60 m à l'échelle d'Orléans. Cette cote définit le niveau de sûreté actuel de la digue d'Orléans et correspond au seuil de déclenchement du plan d'évacuation massive de l'agglomération d'Orléans en cas de crue.
La zone inondable des vals orléanais (val Orléans amont et val de l'agglomération orléanaise) couvre une surface totale de 22 650 hectares. Celle de la commune de Combleux couvre une surface de 81 hectares, soit 74 % du territoire communal. Cette zone se répartit en 5 ha en espaces agricoles, 38 ha en eau, 13 ha en espaces naturels et 25 ha en surfaces urbanisées. 278 personnes résident dons cette zone. Le risque d'inondation est pris en compte dans l'aménagement du territoire de la commune par le biais du Plan de prévention du risque inondation (PPRI) du val d'Orléans - val amont, approuvé le 20 janvier 2015.
Deux documents permettent de définir les modalités de gestion de crise et d'organisation des secours : au niveau départemental, le Dispositif ORSEC départemental spécialisé déclenché en cas d'inondation de la Loire, le plan ORSIL, et au niveau communal le plan communal de sauvegarde.

#### Risque de mouvements de terrain
Le territoire de la commune peut être concerné par un risque d'effondrement de cavités souterraines non connues. Une cartographie départementale de l'inventaire des cavités souterraines et des désordres de surface a été réalisée. Il a été recensé sur la commune plusieurs effondrements de cavités.
Par ailleurs, le sol du territoire communal peut faire l'objet de mouvements de terrain liés à la sécheresse. Le phénomène de retrait-gonflement des argiles est la conséquence d'un changement d'humidité des sols argileux. Les argiles sont capables de fixer l'eau disponible mais aussi de la perdre en se rétractant en cas de sécheresse. Ce phénomène peut provoquer des dégâts très importants sur les constructions (fissures, déformations des ouvertures) pouvant rendre inhabitables certains locaux. Celui-ci a particulièrement affecté le Loiret après la canicule de l'été 2003. La totalité du territoire de la commune est soumis à un aléa « faible » face à ce risque, selon l'échelle définie par le Bureau de recherches géologiques et minières (BRGM).

#### Transport de matières dangereuses
Le risque de transport de matières dangereuses peut survenir en cas d'accident impliquant une unité mobile (ex. camion) ou une canalisation transportant des matières dangereuses (toxique, inflammable...). Une matière dangereuse est une substance susceptible de présenter un danger et des conséquences graves pour l'homme et son environnement. À Combleux, le facteur prépondérant de risque est le transport routier empruntant la RD 2060.

## Politique et administration

### Découpage territorial
La commune de Combleux est membre de l'intercommunalité Orléans Métropole, un établissement public de coopération intercommunale (EPCI) à fiscalité propre créé le 1er janvier 2002 dont le siège est à Orléans. Ce dernier est par ailleurs membre d'autres groupements intercommunaux. En 2020, il s'agit du SM aménagement desserte aérienne de l'Ouest du Loiret (SMAEDAOL), du SM des bassins versants de la Bionne et du Cens et du SMAH du bassin de la Retrêve et de son affluent le ruisseau du Renard.
Sur le plan administratif, elle est rattachée à l'arrondissement d'Orléans, au département du Loiret et à la région Centre-Val de Loire. Sur le plan électoral, elle dépend du  canton de Saint-Jean-de-Braye pour l'élection des conseillers départementaux, depuis le redécoupage cantonal de 2014 entré en vigueur en 2015, et de la sixième circonscription du Loiret  pour les élections législatives, depuis le dernier découpage électoral de 2010.

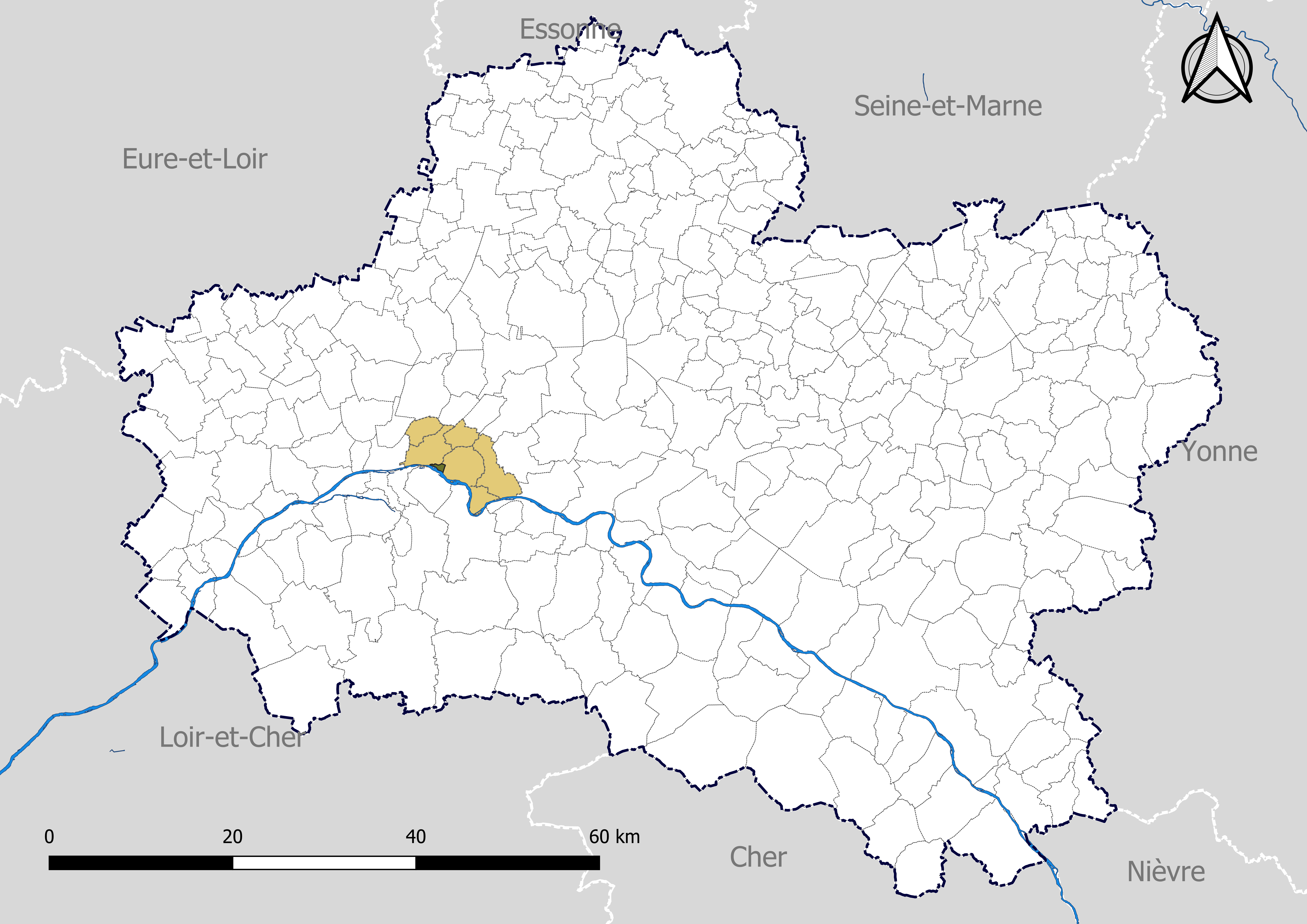
Combleux dans le canton de Saint-Jean-de-Braye en 2020.
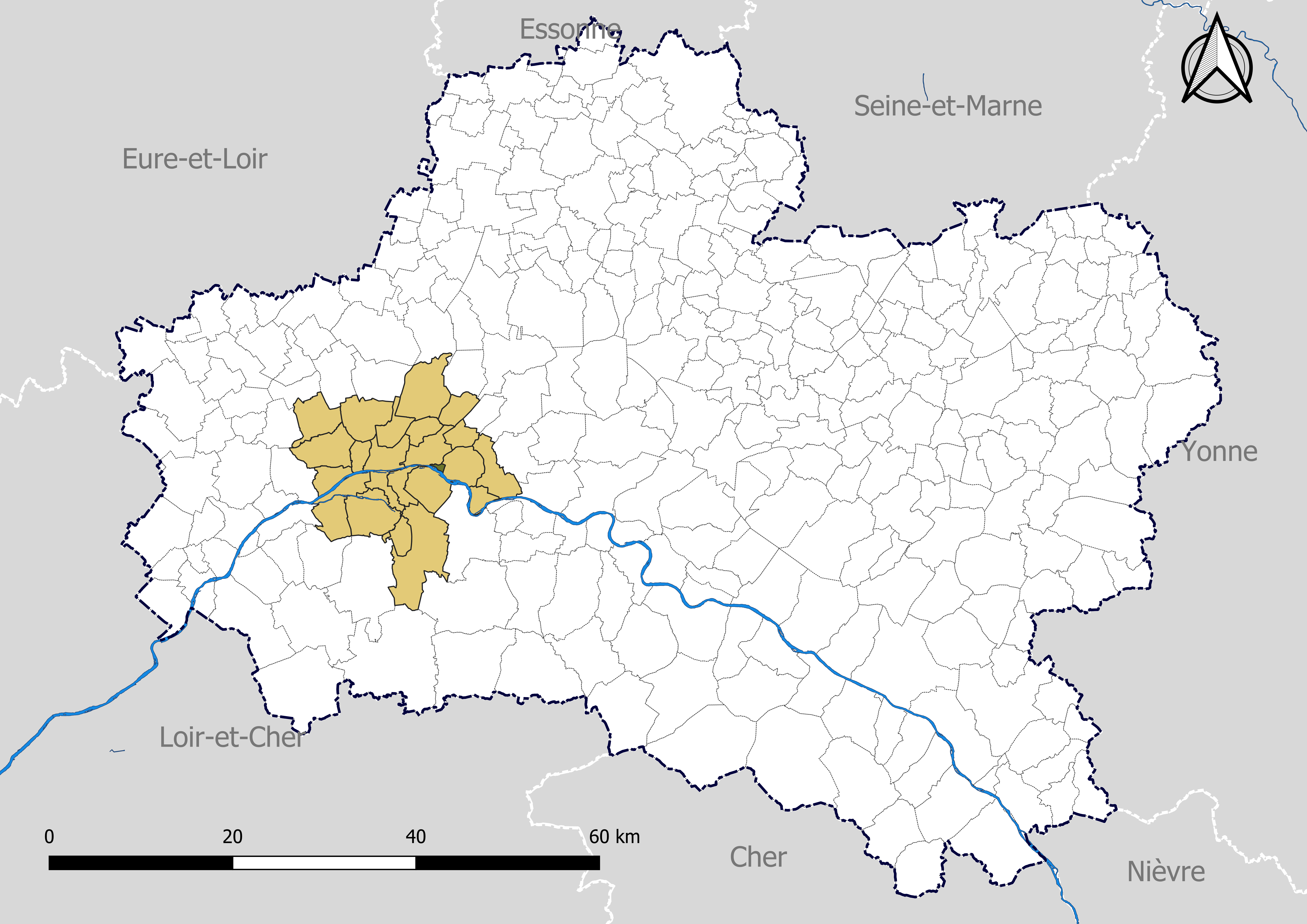
Combleux dans Orléans Métropole en 2020.
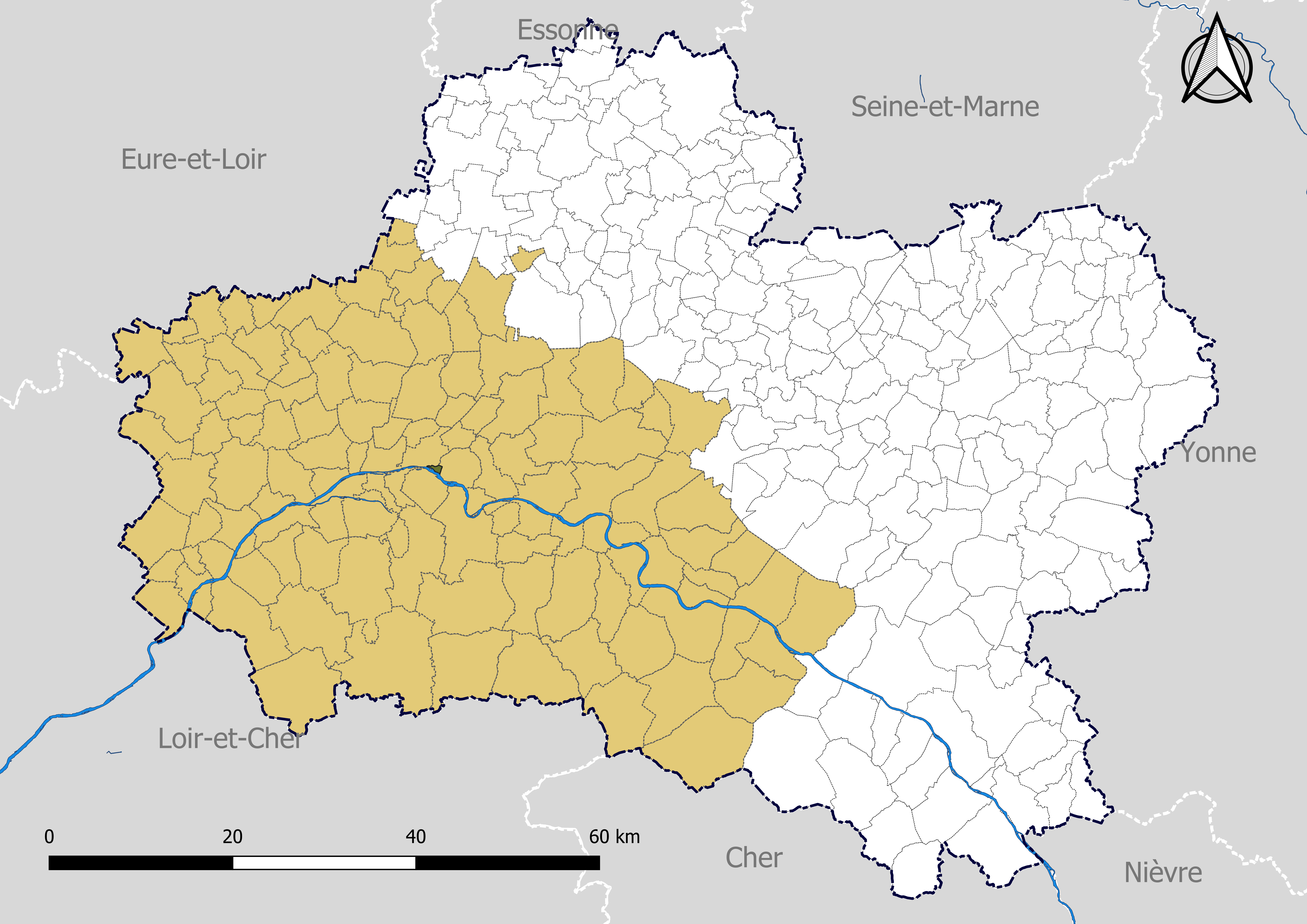
Combleux dans l'arrondissement d'Orléans en 2020.

### Politique et administration municipales

#### Conseil municipal et maire
Depuis les élections municipales de 2014, le conseil municipal  de Combleux, commune de moins de 1 000 habitants, est élu au scrutin majoritaire plurinominal à deux tours, les électeurs pouvant modifier les listes, panacher, ajouter ou supprimer des candidats sans que le vote soit nul, pour un mandat de six ans renouvelable. Il est composé de 11 membres. L'exécutif communal est constitué par le maire, élu par le conseil municipal, parmi ses membres, pour un mandat de six ans, c'est-à-dire pour la durée du mandat du conseil. Francis Triquet est maire depuis 2020.
| Période                                  | Période  | Identité         | Étiquette | Qualité                      |
| ---------------------------------------- | -------- | ---------------- | --------- | ---------------------------- |
| 1995                                     |          | Jacques Bié      |           |                              |
| mars 2014                                | mai 2020 | Frédéric Morlat  |           | Fonctionnaire de catégorie B |
| mai 2020                                 | En cours | Francis Triquet, |           | Ancien cadre                 |
| Les données manquantes sont à compléter. |          |                  |           |                              |

## Équipements et services publics

### Gestion de l'eau

#### Eau potable
Le service public d’eau potable est une compétence obligatoire des communes depuis  l’adoption de la loi du 30 décembre 2006 sur l’eau et les milieux aquatiques. La production et la distribution de l'eau potable sur le territoire communal était assurée en régie jusqu'au 1er janvier 2017, par le SIAEP Vals Loire Bionne & Cens. La gestion de l’eau étant une compétence obligatoire des communautés urbaines et des métropoles, la communauté urbaine Orléans Métropole s'est substituée à la commune pour la mise en œuvre du service public d'eau potable lors de la transformation de la communauté d'agglomération Val de Loire en communauté urbaine le 1er janvier 2017, puis c'est la métropole Orléans Métropole le 1er mai 2017 qui a pris cette compétence.

#### Eaux usées
La compétence assainissement, qui recouvre obligatoirement la collecte, le transport et l’épuration des eaux usées, l’élimination des boues produites, ainsi que le contrôle des raccordements aux réseaux publics de collecte, est assurée  depuis le 1er janvier 2002 par la Communauté de l'Agglomération Orléans Val de Loire, puis le 1er janvier 2017 par la communauté urbaine et enfin depuis le 1er mai 2017 par Orléans Métropole.
Depuis le 1er mai 2016, la CAO puis Orléans Métropole exploite en régie directe les réseaux et ouvrages d'assainissement de 10 communes du territoire métropolitain, dont Saint-Jean-de-Braye, et d'une partie d'Orléans. Le réseau comprend un réseau séparatif eaux usées de 5 980 ml et un réseau d'eaux pluviales de 4 324 ml. Sur la commune, on  compte 11 stations de relevage pour les eaux usées et 1 pour les eaux pluviales. Ces stations peuvent contenir de une à quatre pompes  dont les puissances peuvent varier de 1,3 kW à 140 kW (soit de 3 l/s à 450 l/s).
Un zonage d'assainissement, qui délimite les zones d'assainissement collectif, les zones d'assainissement non collectif et le zonage pluvial a été réalisé par l’AgglO et a été approuvé par  délibération du  conseil de communauté du 15 avril 2004. La commune est raccordée à la station d'épuration de La Chapelle-Saint-Mesmin. Cet équipement, dont la capacité est de 350 000 EH, le plus important sur le territoire d'Orléans Métropole, a été mis en service le 1er juin 1997 et son exploitation est assurée depuis mai 2016 par Véolia.

### Gestion des déchets

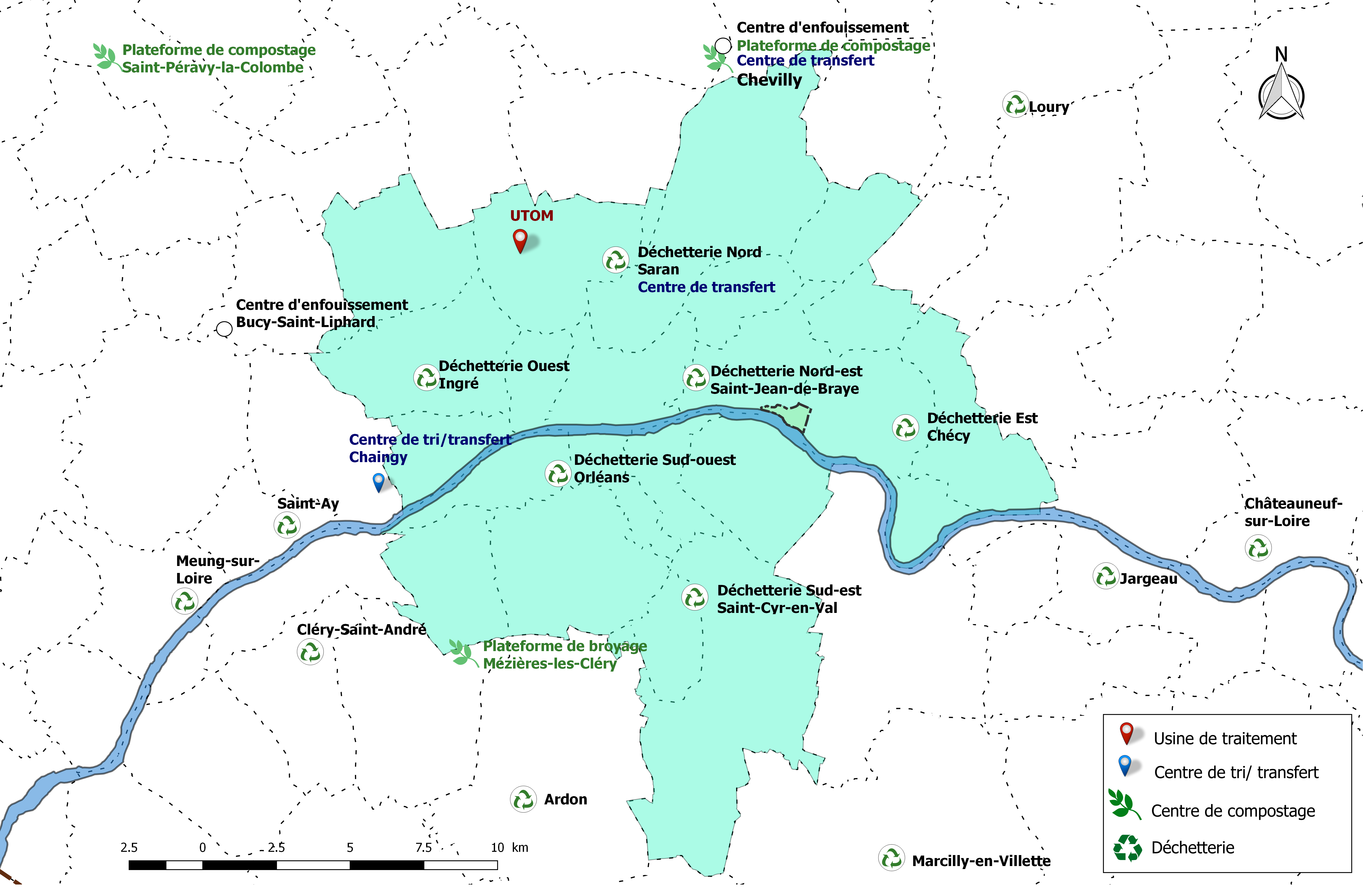
Sites de collecte, de traitement et de valorisation des déchets de la communauté urbaine d'Orléans Métropole, avec localisation de la commune de Combleux.

La collecte, le traitement et la valorisation des déchets est une compétence exclusive de la communauté urbaine Orléans Métropole depuis 2000 (l'intercommunalité était alors communauté de communes). La collecte des déchets ménagers résiduels (DMr) est effectuée en porte-à-porte sur toutes les communes de la communauté urbaine, Un réseau de six déchèteries accueille les encombrants et autres déchets spécifiques (déchets verts, déchets dangereux, gravats, cartons…). Les plus proches pour les habitants de la commune de Combleux sont la déchèterie nord-est à Saint-Jean-de-Braye et la déchèterie est à Chécy.
Une unité de traitement permettant la valorisation énergétique (l’incinération des déchets ménagers résiduels) et la valorisation matière des autres déchets (corps creux, corps plats et multimatériaux) est en service sur la commune de Saran depuis 1996. Elle est exploitée par la société ORVADE, filiale du groupe Veolia.

## Démographie
L'évolution du nombre d'habitants est connue à travers les recensements de la population effectués dans la commune depuis 1793. Pour les communes de moins de 10 000 habitants, une enquête de recensement portant sur toute la population est réalisée tous les cinq ans, les populations de référence des années intermédiaires étant quant à elles estimées par interpolation ou extrapolation. Pour la commune, le premier recensement exhaustif entrant dans le cadre du nouveau dispositif a été réalisé en 2008.
En 2022, la commune comptait 524 habitants, en évolution de +3,97 % par rapport à 2016 (Loiret : +1,89 %, France hors Mayotte : +2,11 %).
| 1793 | 1800 | 1806 | 1821 | 1831 | 1836 | 1841 | 1846 | 1851 |
| ---- | ---- | ---- | ---- | ---- | ---- | ---- | ---- | ---- |
| 172  | 225  | 267  | 343  | 417  | 437  | 461  | 453  | 470  |

| 1856 | 1861 | 1866 | 1872 | 1876 | 1881 | 1886 | 1891 | 1896 |
| ---- | ---- | ---- | ---- | ---- | ---- | ---- | ---- | ---- |
| 435  | 387  | 365  | 373  | 283  | 260  | 255  | 250  | 231  |

| 1901 | 1906 | 1911 | 1921 | 1926 | 1931 | 1936 | 1946 | 1954 |
| ---- | ---- | ---- | ---- | ---- | ---- | ---- | ---- | ---- |
| 212  | 188  | 191  | 192  | 190  | 194  | 171  | 177  | 242  |

| 1962 | 1968 | 1975 | 1982 | 1990 | 1999 | 2006 | 2008 | 2013 |
| ---- | ---- | ---- | ---- | ---- | ---- | ---- | ---- | ---- |
| 300  | 283  | 371  | 352  | 383  | 424  | 452  | 460  | 482  |

| 2018 | 2022 | - | - | - | - | - | - | - |
| ---- | ---- | - | - | - | - | - | - | - |
| 493  | 524  | - | - | - | - | - | - | - |

## Culture locale et patrimoine

### Lieux et monuments
- La Loire et la levée ;
- L'église Saint-Symphorien contenant des bas-reliefs des XVIIe et XVIIIe siècles classés sur la liste d'objets des Monuments historiques[101] ;
- Bief et écluses de Combleux du canal d'Orléans : site d'écluse du XIXe siècle dit écluse 2 bis de Combleux contenant une maison éclusière et une maison de contrôle[102] ; le pont tournant de Combleux franchit le canal d'Orléans et a été construit en 1913 par les ingénieurs Delées et Le Rond[103] ; le déversoir de superficie sur le canal d'Orléans, mentionné dès 1691 et reconstruit au XIXe siècle. Il permet le déversement de l'eau du canal vers la Loire et est surmonté par une passerelle[104] ; la passerelle courbe métallique sur le canal d'Orléans du début du XXe siècle[105] ;
- La portion entre la Loire et le canal d'Orléans est constituée d'anciennes petites maisons de mariniers fleuries et constitue un lieu de promenade privilégié. L'écluse formant le début du canal reste en permanence fermée ;
- Atelier de charpentier à bateaux du XIXe siècle[106] ;
- L'hôtel de la marine.
- Le chemin de la Patache, pour ses promenades en bord de Loire, le paysage et ses couchés de soleil, très apprécié des futurs mariés qui n'hésitent plus à venir se faire prendre en photo dans ce cadre magnifique.
- La plage, de plus en plus fréquentée, et victime par la même occasion de dégradations.

Lieux et monuments de Combleux.
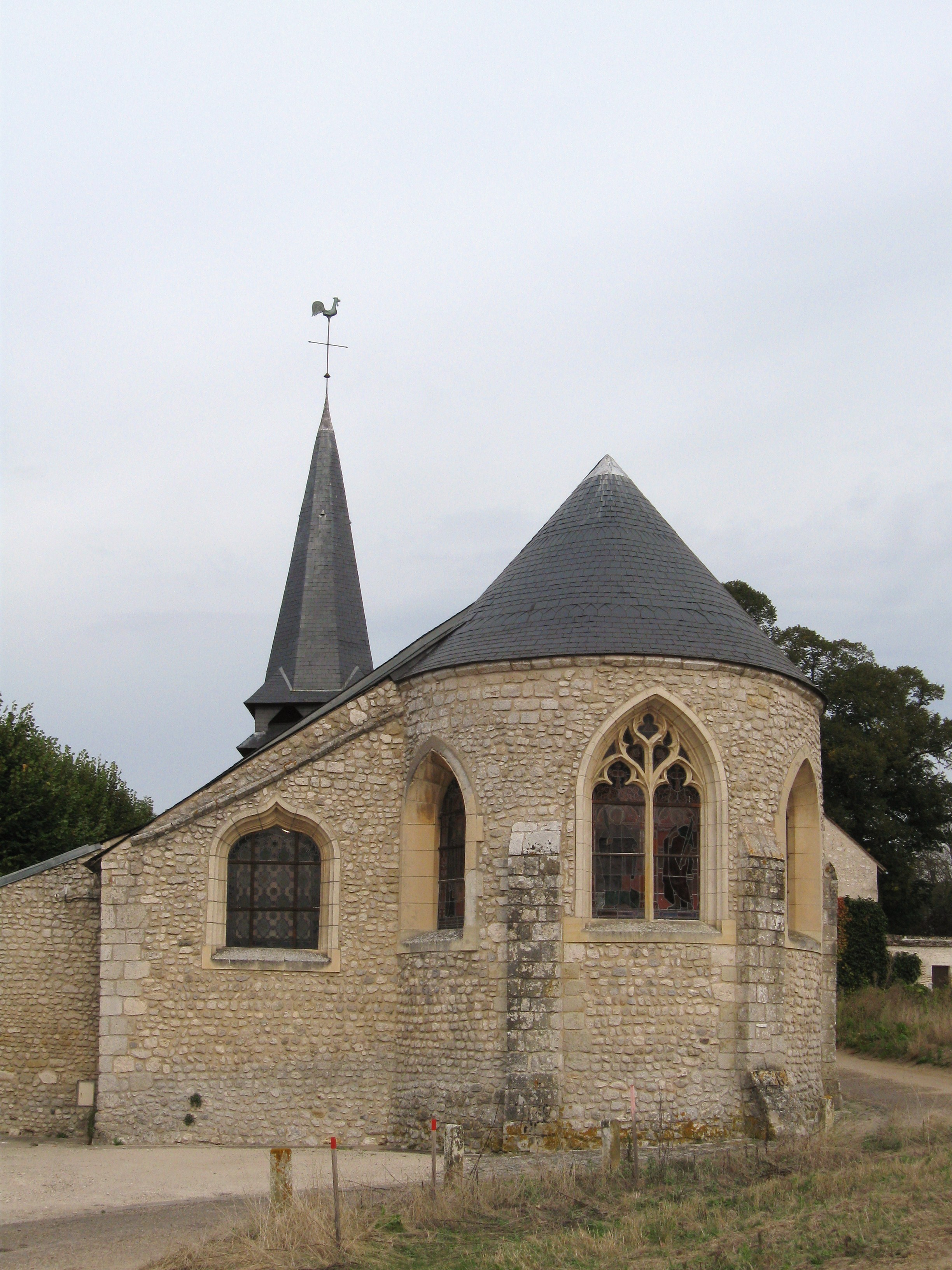
L'église Saint-Symphorien.
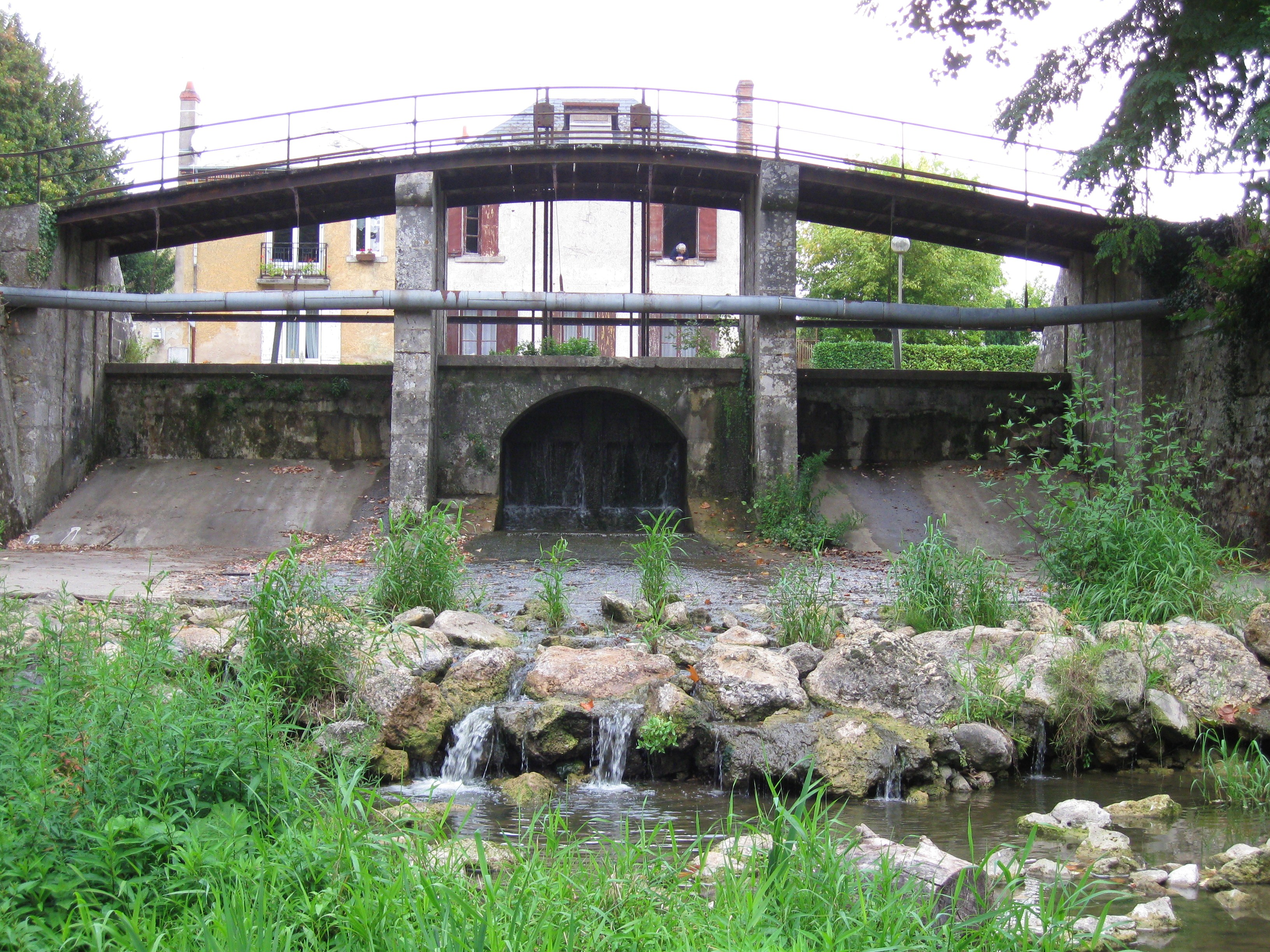
Le déversoir et sa passerelle.
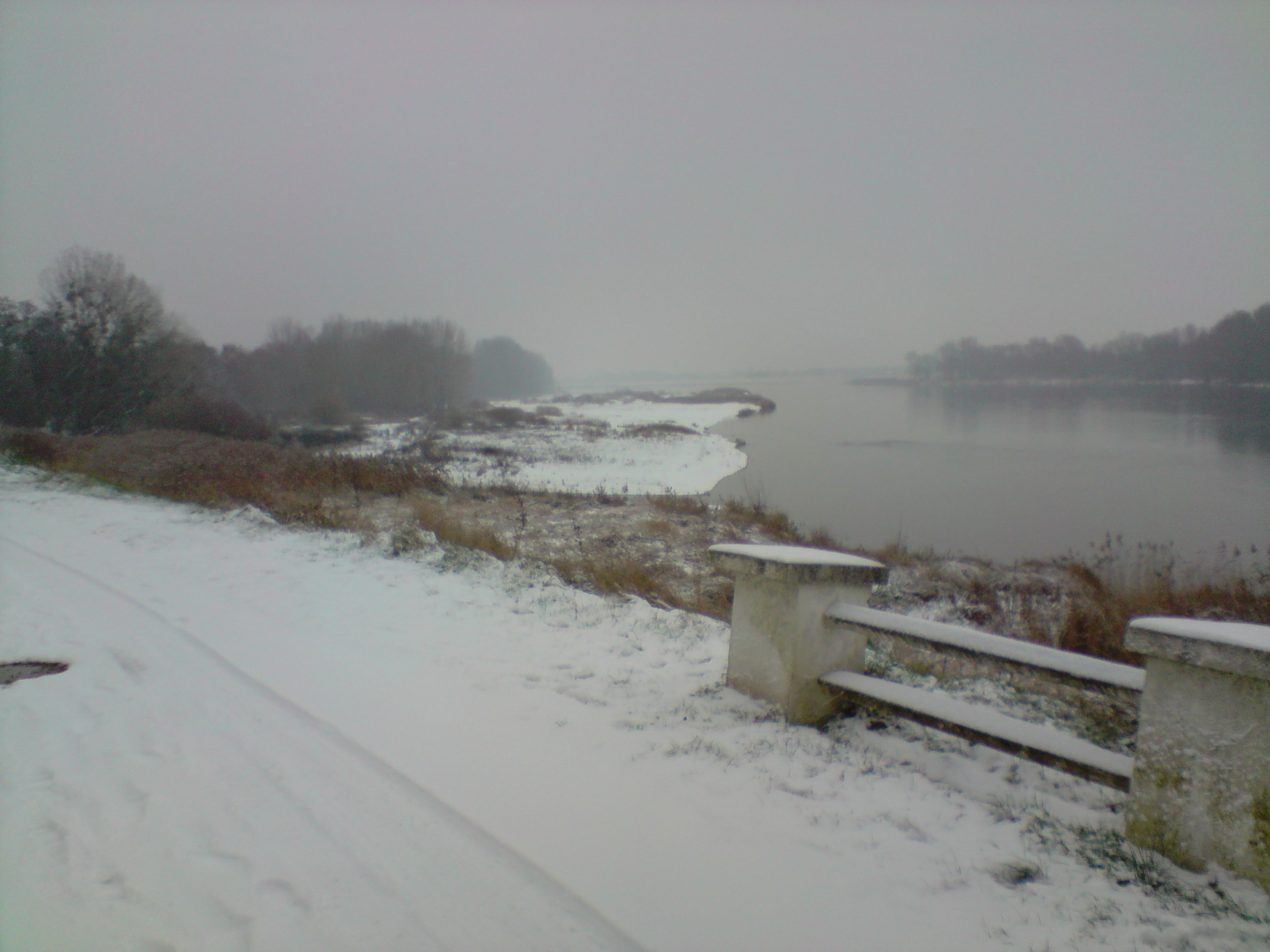
Plage de Combleux enneigée.
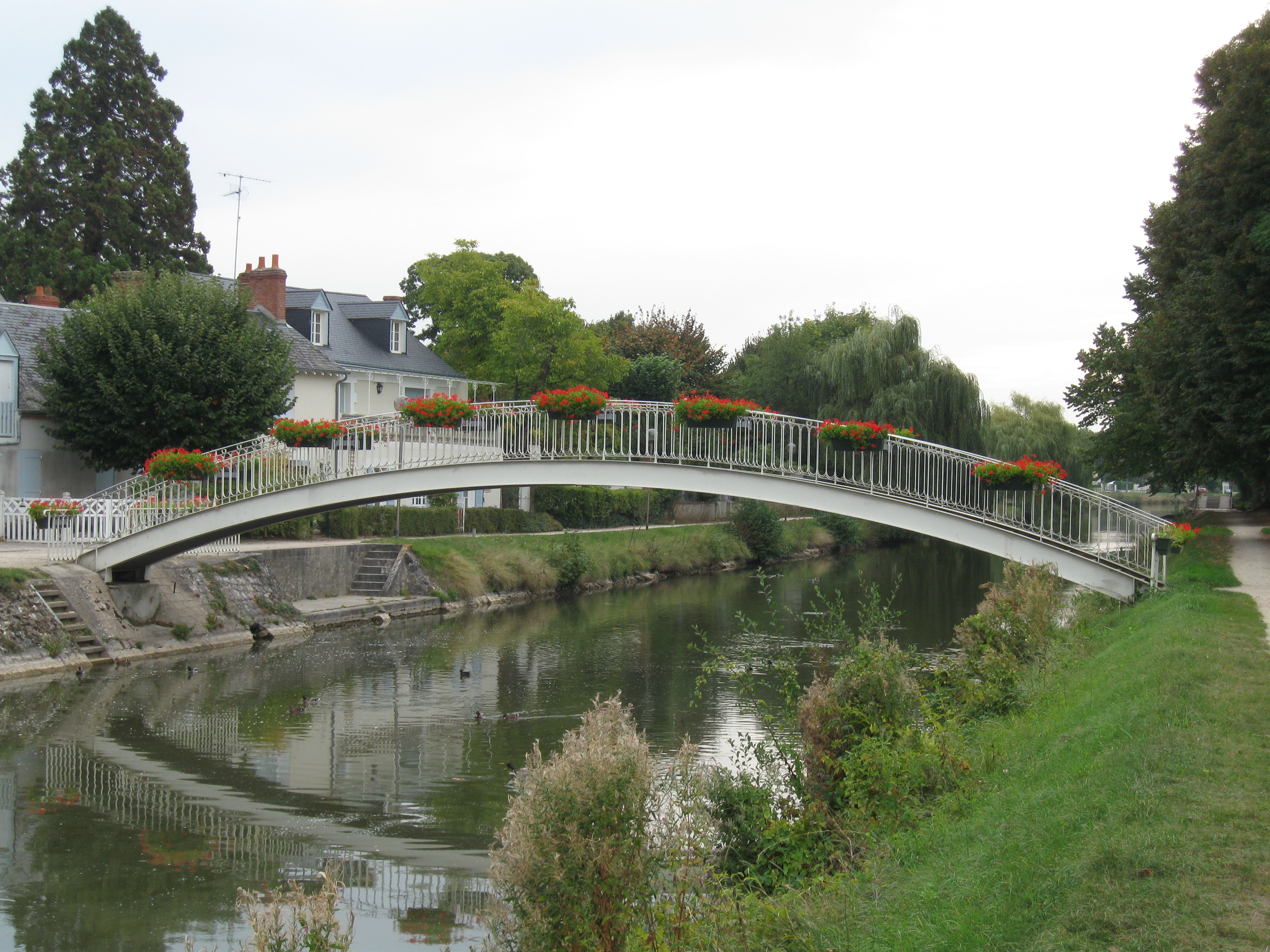
La passerelle courbe métallique.
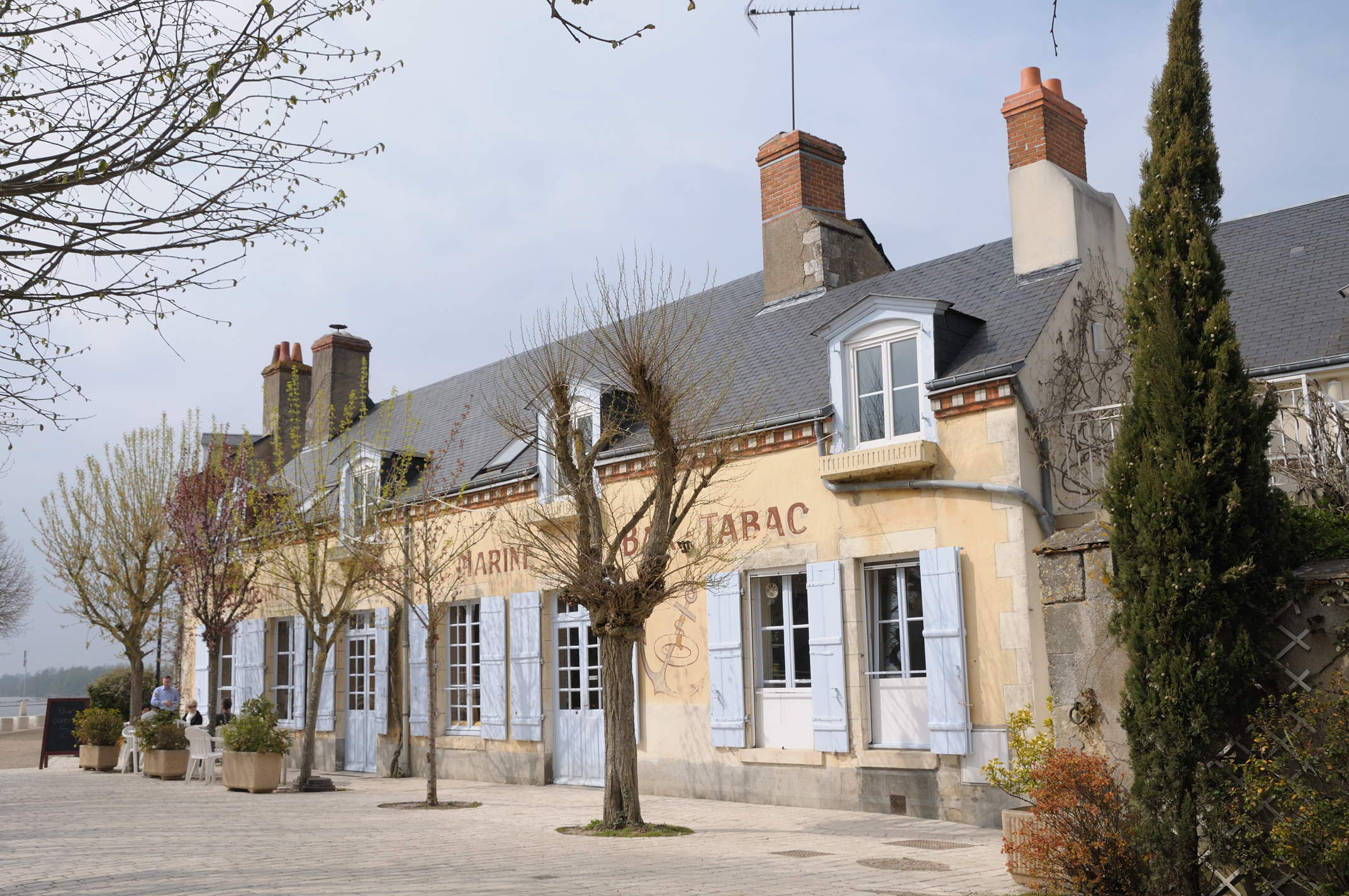
L'hôtel de la marine.

### Combleux dans les arts
Combleux a été l'un des lieux de tournage du film Le Père de mes enfants de Mia Hansen-Løve, sélectionné en 2009 pour la compétition Un Certain Regard du festival de Cannes 2009.
La commune est citée par Pierre Michon dans son livre Les Onze.
Thierry Bouchard évoque la commune dans le texte «Du côté de Combleux» de son livre Blue Birds' Corner.
C'est également le village natal de l'artiste peintre Laurent Vauxion. Il y vécut de 1969 à 1991 et il y peignit ses premières toiles avec comme sources d'inspirations la Loire et le canal d'Orléans.